# Веселков, Геннадий Гаврилович
Геннадий Гаврилович Веселков — советский хозяйственный, государственный и политический деятель.

## Биография
Родился в 1939 году в Ширинском районе. Член КПСС с 1964 года.
С 1961 года — на хозяйственной, общественной и политической работе. В 1961—1995 гг. — старший техник-геолог Красноярской геологосъемочной экспедиции Красноярского геологического управления, инженер кафедры минералогии и кристаллографии Томского Госуниверситета, инструктор отдела нефтяной и газовой промышленности и геологии Томского обкома КПСС, секретарь Александровского райкома КПСС, заведующий отделом нефтяной и газовой промышленности и геологии Томского обкома КПСС, инструктор Отдела тяжелой промышленности и энергетики ЦК КПСС, секретарь ЦК Компартии Таджикистана, второй секретарь ЦК Компартии Таджикистана, заместитель председателя Центральной Контрольной Комиссии КПСС, управляющий делами ОАО "Газпром". 
Избирался народным депутатом Таджикской ССР (1990-1993). Делегат XXVIII съезда КПСС.
Живёт в Москве.